# Cheerios
Cheerios es una marca de cereal fabricado por General Mills en Estados Unidos y Canadá, consistente en avena pulverizada en forma de toro sólido. En Europa, Cheerios se comercializa por Cereal Partners bajo la marca Nestlé; en Australia y Nueva Zelanda, Cheerios se vende como un producto Uncle Tobys. Se fabricó por primera vez en 1941 con el nombre CheeriOats.

## Historia
Los Cheerios se introdujeron el 1 de mayo de 1941, como "Cheerioats". El nombre se acortó a "Cheerios" en 1945, después de que un fabricante de cereales de la competencia, Quaker Oats, afirmara tener los derechos para usar el término "avena". La producción de Cheerios se basó en el proceso de extrusión inventado para Kix en 1937. El proceso de elaboración de la harina de avena comienza en Minneapolis antes de ser enviada a fábricas en Iowa, Georgia y Buffalo, Nueva York . [1]En 1976, 35 años después de que se introdujera por primera vez el cereal, "Cinnamon Nut Cheerios" se convirtió en la primera variedad alternativa de Cheerios en venderse en las tiendas. Casi 3 años después, en 1979, se lanzó al mercado “ Honey Nut Cheerios ”. [2] General Mills vendió aproximadamente 1,8 millones de cajas de Honey Nut Cheerios en su primer año.

## Ingredientes
Desde su introducción, los Cheerios se han convertido en un alimento popular para bebés. Generalmente, los Cheerios se dan por primera vez a los niños entre los 9 y los 12 meses de edad; sirven para ayudar a los bebés a hacer la transición a la alimentación con alimentos sólidos, así como para desarrollar habilidades motoras finas. En enero de 2014, General Mills anunció que detendría el uso de ingredientes genéticamente modificados en los Cheerios originales.  Sin embargo, General Mills advierte que, en el caso de los Cheerios originales, «pueden encontrarse trazas de material genéticamente modificado (también conocido como 'genéticamente modificado') debido al posible contacto cruzado durante la fabricación y el envío». En febrero de 2015, la empresa anunció que fabricaría Cheerios sin gluten eliminando los rastros de trigo, centeno y cebada que normalmente entran en contacto con el suministro de avena utilizado para elaborar Cheerios durante el transporte a la planta de General Mills en Buffalo, Nueva York, a orillas del lago Erie. En el Reino Unido, los Cheerios difieren un poco de sus contrapartes estadounidenses, ya que están hechos de avena, trigo y cebada, por lo que los Cheerios en el Reino Unido no están libres de gluten. En Estados Unidos los Cheerios se elaboran únicamente con avena y, desde 2015, pueden considerarse libres de gluten.

## Publicidad

### Cheeri O'Leary
Muchos comerciales de televisión de Cheerios están dirigidos a los niños, presentando personajes animados (como una abeja). Bullwinkle apareció en anuncios de principios de la década de 1960, con el eslogan final "¡Ve con Cheerios!", seguido de Bullwinkle, generalmente desgastado por su valentía inspirada en los Cheerios, que le salió un poco mal, diciendo "¡...pero mira por dónde vas!". Hoppity Hooper también apareció en anuncios a mediados de la década de 1960; General Mills fue el principal patrocinador de su programa animado.Este personaje de dibujos animados, una joven alegre, apareció en anuncios de revistas y en las secciones de cómics de los periódicos dominicales entre 1942 y 1943. Estos anuncios eran dibujos animados de varios paneles donde Cheeri O'Leary interactuaba con artistas de la época, incluidos Charlotte Greenwood, Barbara Stanwyck, Dick Powell, Joan Blondell, Johnny Mack Brown,  Betty Hutton,  y Claudette Colbert.  El personaje desapareció de los anuncios en 1944, pero reapareció en 1946 en anuncios que presentaban principalmente a Joe.

### José
A partir de 1944, un niño de dibujos animados, llamado simplemente "Joe", apareció en anuncios colocados en las secciones de cómics de los periódicos dominicales. 

### El niño Cheerios
Desde mediados de la década de 1950 hasta principios de la década de 1960, "The Cheerios Kid" fue un pilar de los comerciales de Cheerios. El Niño, después de comer Cheerios, resolvió rápidamente el problema del anuncio usando el "Big-G, little-o" "Go-power" producido con avena. A finales de los 60, se escuchaba un jingle llamado "Get Yourself Go" (escrito por Neil Diamond), que sonaba mientras ambos usaban el poder para resolver el problema. El personaje revivió brevemente a finales de la década de 1980 en comerciales similares. En 2012, The Cheerios Kid y su compañera Sue fueron revividos en un video de Internet que mostraba cómo los Cheerios "pueden reducir el colesterol". Los videoclips de "The Kid" y Sue son parte de un montaje incluido en un comercial de televisión de 2014, junto con clips de los primeros comerciales de la abeja Honey Nut Cheerios .

### Miseria
En 1984 y 1985, los personajes de la tira cómica Peanuts aparecieron en muchos comerciales de Cheerios. En los comerciales, los personajes se cansan en medio de la realización de una actividad (por ejemplo, tomar una clase de baile o jugar tenis), pero luego otro personaje les dice que no desayunaron Cheerios saludables. Luego, al final del comercial, el personaje se energizaba y los niños le cantaban "¡Estás alerta con los Cheerios!".

### Cucharadas de historias
El programa Spoonfuls of Stories, que comenzó en 2002, está patrocinado por Cheerios y una empresa conjunta 50/50 de General Mills y Simon & Schuster. Se publican versiones en tamaño mini de los libros infantiles de Simon & Schuster dentro del programa cuando se realiza la colecta de libros. El programa también incluye un concurso de nuevos autores; los libros de los ganadores se publican en miniatura dentro de cajas de Cheerios.

### Shawn Johnson
En 2009, la gimnasta medallista de oro olímpica y campeona mundial Shawn Johnson se convirtió en la primera atleta en tener su foto en el frente de la caja de Cheerios. La edición limitada fue distribuida en la región del Medio Oeste de los Estados Unidos por la cadena de supermercados Hy-Vee.

### Solo comprobando
En 2013, se emitió un comercial de Cheerios, titulado "Just Checking", que mostraba a una familia interracial en la que una hija le pregunta a su madre (blanca) si Cheerios es bueno para el corazón, como mencionó su padre (negro). La madre dice que el cereal es adecuado según la caja que indica que la avena integral reduce el colesterol. La siguiente escena muestra al padre despertando mientras un montón de Cheerios se derrama sobre su pecho, el cual la hija colocó allí después de haber tomado literalmente las palabras de su padre. El comercial recibió una notoriedad involuntaria debido a una reacción intensa. Esto fue tan extremo que General Mills desactivó más comentarios sobre el vídeo. En 2014, General Mills lanzó un anuncio para el Super Bowl titulado "Gracie", en el que aparecía la misma familia: en el comercial, el padre, usando Cheerios para ilustrar su significado, le dice a su hija que viene un nuevo bebé, que su madre está embarazada, y la hija acepta (siempre que también consigan un cachorro) y el padre está de acuerdo, mientras que la madre parece un poco sorprendida.[cita requerida]

### Vórtice
Para promocionar el estreno del bloque matutino del sábado de Vortexx en The CW Television Network en agosto de 2012, se crearon cajas especiales de Cheerios con la marca "Vortexx O's", con el horario en el reverso y la palabra estampada en uno de los fondos promocionales de Vortexx. También se incluyeron en la caja juguetes, entre ellos John Cena, Iron Man y el Power Ranger rosa.[cita requerida]

### Lo bueno se reparte
En 2017, Latrell James fue contratado para cantar una canción para un nuevo comercial de Cheerios, con el estribillo "Lo bueno da vueltas y vueltas y vueltas".

### Murray el valiente
En mayo de 2020, durante la pandemia de COVID-19 en Canadá, se asoció con Food Banks Canada para rendir homenaje a los trabajadores de los bancos de alimentos.

## Productos
A partir de julio de 2021, se realizó un relanzamiento limitado del cereal Cheerios en los mercados norteamericanos, reutilizando la marca original "Cheerioats" en lugar de "Cheerios". Los Cheerios usaban los mismos ingredientes que los Cheerios actuales, pero se reempaquetaron en una campaña retro para celebrar el 80.º aniversario de la venta de los cereales Cheerios (1941-2021).
Aperitivos
- Cheerios Snack Mix – Original (2008) (Cheerios, Corn Chex, Wheat Chex, galletas redondas, pretzels y palitos de galleta con sabor a ajo y cebolla)
- Cheerios Snack Mix – Queso (2008) (Cheerios, Corn Chex, Wheat Chex, galletas triangulares, pretzels y palitos de galleta con sabor a queso)

Productos con licencia
- Avena crujiente (fabricada por Millville, distribuida por ALDI )
- Purely O's (Cheerios orgánicos, fabricados por Cascadian Farms, subsidiaria de General Mills) (1999)
- Oat Cheerios (solo en la República de Irlanda, fabricado por Cereal Partners Worldwide, vendido bajo la marca Nestlé )

### Productos descontinuados
- Cheerios y X's [18] (1993)
- Equipo Cheerios [19][20] (anteriormente Equipo Cheerios de EE. UU.) (1996–2003)
- Millenios [21] (Cheerios con trozos de cereal en forma de "2") (1999–2000)
- Berry Burst Cheerios [22] (incluyendo variaciones de fresa, fresa plátano, cereza vainilla y triple baya) (2003)
- Cheerios de Dulce de Leche (2012) (Cheerios endulzados hechos con caramelo)

## Demanda de la FDA de 2009
En mayo de 2009, la Administración de Alimentos y Medicamentos de los Estados Unidos envió una carta  a General Mills indicando que Cheerios se estaba vendiendo como un nuevo medicamento no aprobado, debido a una etiqueta que decía en parte:
- "Puedes reducir tu colesterol un 4% en 6 semanas"

- "¿Sabías que en tan solo 6 semanas, Cheerios puede reducir el colesterol malo en un promedio del 4 %? Cheerios está clínicamente probado para reducir el colesterol. Un estudio clínico demostró que comer dos... [Plantilla:Cups] porciones diarias de cereal Cheerios reducen el colesterol malo cuando se consumen como parte de una dieta baja en grasas saturadas y colesterol.."

La carta de la FDA indicó que General Mills necesitaba cambiar la forma en que comercializaba Cheerios o solicitar la aprobación federal para vender Cheerios como medicamento. General Mills respondió con una declaración en la que afirmaba que la FDA había aprobado su afirmación sobre el contenido de fibra soluble y que durante dos años se habían incluido en la caja afirmaciones sobre la reducción del colesterol. En 2012, la FDA envió una carta aprobando el etiquetado de Cheerios y declarando que el asunto era discutible y no requería ninguna acción adicional.